# Neuville-lès-Vaucouleurs
Neuville-lès-Vaucouleurs település Franciaországban, Meuse megyében. Lakosainak száma 147 fő (2022. január 1.). Neuville-lès-Vaucouleurs Burey-en-Vaux, Chalaines, Montigny-lès-Vaucouleurs, Sepvigny és Vaucouleurs községekkel határos.

## Népesség
A település népességének változása:
| Lakosok száma | 215  | 164  | 153  | 170  | 202  | 185  | 176  | 174  | 165  | 147  |
|               | 1968 | 1982 | 1990 | 2006 | 2013 | 2015 | 2017 | 2019 | 2020 | 2022 |